# トム・トリブル
トム・トリブル（Tom Trybull, 1993年3月9日 - ）は、ドイツ・ベルリン出身のサッカー選手。オーデンセBK所属。ポジションはミッドフィールダー。

## 経歴

### クラブ
1998年からベルリナーFCディナモのユースチームでキャリアをスタートさせ、複数クラブをわたり、2008年からハンザ・ロストックのユースチームでプレーした。2010年にトップチームに昇格すると、10月23日、1.FCディナモ・ドレスデン戦でプロデビューした。
2011年、ヴェルダー・ブレーメンに3年契約で移籍した。1月21日、1.FCカイザースラウテルン戦でブンデスリーガデビューを果たし、ハンブルガーSV戦で初ゴールを記録した。
2016年より、ADOデン・ハーグに移籍した。
2017年8月、ノリッジ・シティFCへ移籍。2020年10月、ブラックバーン・ローヴァーズFCに期限付き移籍。
2021年8月26日、ハノーファー96に1年契約で移籍した。
2023年1月11日、ブラックプールFCに移籍。9月1日、クラブとの契約を解除した。

### 代表歴
ドイツ代表として各年代でプレーした。

## タイトル
ノリッジ・シティFC
- EFLチャンピオンシップ 2018-2019